# Bitwa pod Erzurum
Bitwa pod Erzurum – starcie zbrojne, które miało miejsce od października 1877 do stycznia 1878, na kaukaskim teatrze działań wojennych w czasie wojny rosyjsko-tureckiej (1877–1878) o twierdzę Erzurum, pomiędzy wojskami tureckimi pod dowództwem Muhtara Paszy, a wojskami rosyjskimi pod dowództwem gen. Łazariewa i gen. Hejmana.
Po bitwie koło Aładży rozbita armia turecka pod wodzą Muhtara Paszy wycofała się na Saganłyskie grzbiety gór. Turcy szybko wycofywali się częścią sił na Erzurum, częścią na Kars. Rosyjskie siły zostały rozdzielone na dwa oddziały. Jeden gen. Łazariewa z zadaniem blokady twierdzy Kars, drugi gen. Hejmana otrzymał zadanie ochrony terytorium między Karsem a Saganługiem. Dowódca turecki Muhtar Pasza rozkazał części swoich sił pod dowództwem Izmaiła dołączyć do sił głównych, w celu przykrycia dróg na Erzurum. Za Izmaiłem podążał Tiergukarow z częścią wojsk Hejmana. Oddziały Turków Muhtara Paszy były ścigane przez oddziały gen. Hejmana, który 23 października rozbił je pod Diewe Bojną. Wycofujące się siły tureckie 23 października pojawiły się w Erzurum. Gen. Hejman nie znając terenu, postanowił nie prowadzić pościgu nocami. Po 24 października Turcy umocnili się w twierdzy. Hejman podszedł ze swoimi siłami pod twierdzę Erzurum i przedstawił Turkom ultimatum poddania się. Turcy odrzucili żądanie. Dowództwo i żołnierze tureccy ochłonąwszy po pościgu i zreorganizowawszy swoje siły zajęli pozycje obronne w fortach twierdzy. 27 października gen. Hejman postawił nowe ultimatum, domagając się poddania załogi. Zostało ono także odrzucone.
28 października Hejman postanowił wziąć twierdzę szturmem. Szturm był odbity. Nieudany szturm postawił dowództwo rosyjskie przed dylematem, albo pozostawić wojska pod twierdza na zimę, albo odstąpić. Zdecydowano twierdze oblegać. Wycofano na leże zimowe do Ałaszkiertu tylko Oddział Erywański. Pozostałe wojska zimowały na odkrytym równinnym terenie. Gen Łazariew, który ze swoimi siłami poszedł do Karsu, 13 października przystąpił do działań oblężniczych. 18 listopada (6 według starego stylu) Kars został zajęty. Po tym głównym zadaniem pozostało zdobycie twierdzy Erzurum, gdzie broniły się pozostałości wojsk tureckich i gdzie zebrane były środki do formowania nowych oddziałów.
Nadeszły mrozy, które okazały się sprzyjające dla oblężonych. Dostawy zaopatrzenia wojsk rosyjskich po górskich drogach stały się niemożliwe. W wojskach rosyjskich, zalegających na równinach pod twierdzą, zaczęły szerzyć się choroby i śmierć.
21 stycznia 1878 zostało zawarte porozumienie zawieszenia broni. Erzurum nie został zdobyty. Wojska rosyjskie wycofały się spod twierdzy.